# Darksiders
Darksiders — компьютерная игра в жанре слешер, разработанная компанией Vigil Games и изданная THQ. Игра берёт свой сюжет из пророчества об апокалипсисе, предоставляя игроку возможность сыграть за одного из его всадников Апокалипсиса — Войну. Игра была выпущена для Xbox 360 и PlayStation 3 5 января 2010 года в Северной Америке и 8 января в Европе. Выход PC-версии Darksiders состоялся в сентябре 2010 года (16 сентября в Северной Америке и 24 сентября — в Европе). В 2012 году вышло продолжение игры — Darksiders II.
26 ноября 2016 года вышло переиздание Darksiders Warmastered Edition для Windows, PS4 и Xbox One, а 2 апреля 2019 для Nintendo Switch.

## Игровой процесс

Война и его конь Руина

Darksiders — игра в жанре слэшер с элементами adventure, в которой игрок берёт под свой контроль главного героя — всадника Апокалипсиса по имени Война. С видом от третьего лица игрок участвует в схватках, решает загадки и исследует мир. Игровая механика вызывает прямые ассоциации с серией Legacy of Kain (особенно с Legacy of Kain: Defiance). Игровой мир разделен на отдельные области, недоступными до тех пор, пока Война не восстановит многое из своего потерянного оружия и способностей. В центре мира находится Перекресток, где Войне дают новые цели и ключи, чтобы открыть новые области. Каждая новая область содержит ряд линейных и нелинейных квестов.
Хотя главный герой, Война, первоначально использует свой легендарный меч — Chaoseater (Пожиратель хаоса), он получает доступ к другому оружию во время прохождения игры. Кроме того, каждое оружие имеет различные комбинации нападения, которые могут быть получены в игре. Наряду с комбо-ударами, игроки также могут использовать блоки и быстрое уклонение от врагов. Дальнобойное оружие может также использоваться и в бою, и в решении загадок. Множество объектов, валяющихся всюду в окружающей среде, могут также использоваться как оружие и снаряды. В более позднем этапе игры, Война получает способность вызвать пламенного коня по кличке Руинa, которая обеспечивает быстрое передвижение и мощную атаку на открытой местности. Наряду с оружием, Война может использовать Ярость, расходуемую на различные способности. Также Война способен на короткий промежуток времени принимать Хаотичную форму — истинный облик, позволяющий принимать личину огромного огненного демона с гигантским мечом, позволяющим легче справляться с большими скоплениями врагов, а также полубоссами и боссами (добивать врагов в этом режиме нельзя) Для Хаотичной формы используется особая шкала Хаотичной энергии, которую можно получить лишь нанося повреждения Пожирателем Хаоса.
Когда враги близки к гибели, игрок может выполнить добивающий приём, немедленно убив противника. На некоторых из больших противников можно немного проехаться и направить в других врагов прежде, чем самому их убить. Война в конечном счёте сталкивается с боссами, которые достигают огромных размеров и наносят сильные повреждения, и самостоятельно решает загадки, как их убить.
После поражения, различные враги отдают свои души, которые дают различные выгоды. Есть три типа душ: зелёные души, которые заполняют полоску здоровья, желтые души, заполняющие полоску ярости, и синие души — своеобразная валюта игры.

## Сюжет

Война

С самого сотворения Вселенной, Ангелы и Демоны ведут между собой бескомпромиссную и нескончаемую войну.
Чтобы сохранить баланс между Раем и Адом  и тем самым не допустить разрыва тонкой ткани мироздания, Обугленный Совет наделяет четырёх нефилимов, предавших своих сородичей, - Войну, Смерть, Ярость и Раздора - новыми именами и способностями. Так появляются Четыре Всадника Апокалипсиса, которые обязаны сохранять баланс между мирами. Армиям обеих сторон пришлось заключить перемирие, скреплённое семью печатями, ведь в противном случае, кара Совета, в лице Всадников, окажется быстрой и жестокой. В пылу хаоса появилось Третье Царство, мир людей (Земля). Совет предсказал, что со временем эти слабые, но хитрые существа, рано или поздно, также повлияют на равновесие. И когда будет сломана Седьмая печать, начнется последняя битва, в которой примут участие и люди, и итог этой битвы определит судьбу всех трёх царств.
В настоящее время армии ангелов и демонов падают на Землю и финальная битва начинается. Две силы уничтожают все на своем пути. В разгар хаоса Война (В русской версии озвучивает Денис Беспалый) призван на Землю, чтобы навести порядок. По его конфронтации с Абаддоном (В русской версии озвучивает Михаил Георгиев), генералом армии Небес, Война обнаруживает, что другие всадники не прибыли и Седьмая печать не была разрушена.
Страга, могущественный демон-великан, возникает из земли и убивает Абаддона. Война сражается с гигантом и терпит поражение, едва не погибнув в лапах демона. Обугленный совет доставляет обессиленного Всадника на суд, обвиняя его в преждевременном зачине Апокалипсиса и участии в битве на стороне демонов. Несмотря на оправдания нефилима, Совет намерен приговорить низвергнутого Всадника к забвению, но Война просит послать его на Землю, чтобы наказать истинных виновников трагедии и таким образом восстановить баланс. Совет соглашается с условием, что Всадник будет связан с одним из своих хранителей, Наблюдателем, который имеет власть убить Войну в случае, если он отклонится от своей миссии.
По возвращении на Землю Война обнаруживает, что прошло сто лет с момента его последнего визита. Под руководством некоего Разрушителя силы Ада одержали победу, разгромив армии Небес, за исключением скудного сопротивления «Ангельского легиона» во главе с ангелом Уриил, ближайшей помощницей убитого Абаддона. Все человечество либо умерло, либо зомбировано, и Земля лежит в руинах.
От демона-торговца Вульгрима, искать которого указал Совет, Война узнаёт о том, что Разрушитель обретается в Чёрной башне. В качестве союзника для борьбы с могучим полководцем демонов Вульгрим советует искать Самаэля, когда-то могущественного Князя Ада, отвергнутого Разрушителем и заточённого в темнице на Земле. Освобожденный Самаэль поясняет, что существуют четверо Приближённых демона, защищающих Чёрную башню, и просит Войну убить их и принести ему их сердца как доказательство. В обмен на помощь Война получит доступ к башне. Первым делом нефилим направляется в Сумрачный собор, чтобы убить первого Приближённого — Тиамат, повелительницу летучих мышей. По пути в логово второго Приближённого — Плакальщицы, герой сталкивается с Ультейном (В русской версии озвучивает Андрей Ярославцев), одним из Древних. Между Ультэйном и Войной завязывается драка, которую прерывает нападение ангелов во главе с Уриил, искавшей Всадника ради мести за Абаддона. Отбившись от нападавших, Война затем уничтожает Плакальщицу, подозревая прямое участие Ультейна в происходящем. Следующим пунктом назначения Всадника становятся Пепельные земли, где Война возвращает своего боевого коня — Руину, с помощью которого и убивает третьего Приближённого - Стигийца, короля гигантских пепельных червей. Далее нефилим отправляется на поиски последнего Приближённого — Силиты, королевы пауков. Перед боем Всадник узнаёт от неё, что Самаэль просто использует его для восстановления своей силы, убивая при этом Приближённых, предназначение которых - не допустить возрождения архидемона. Каждое сердце Приближенного, которое Всадник приносит Самаэлю, на самом деле содержит в себе часть его могущества. Князь демонов, однако, верен своему слову и отправляет Войну к Чёрной башне, отметив, что они встретятся снова.
В башне Война встречает смотрителя Источника Душ, ангела смерти Азраила, который был туда заключен Разрушителем, получавшим из Источника силу для поддержания демонического воинства. В процессе освобождения Азраил признается Всаднику в том, что вместе с Абаддоном состоял в сговоре, целью которого было досрочное начало Апокалипсиса и уничтожение демонов (которые вполне могли выиграть войну с Небесами, придерживаясь догматов Обугленного Совета, чего ангелы больше всего боялись). Совместно ангелы-заговорщики при содействии Ультейна сломали шесть печатей из семи, чтобы не допустить участия Всадников в битве, поэтому прибытие Войны оказалось неожиданностью. А со смертью Абаддона план ангелов потерпел крах. Узнав эту информацию, Война решает, что Совет подставил его, и собирается отказаться от дальнейшего выполнения миссии, но под пыткой Наблюдателя все же решается закончить работу и восстановить баланс. Освободив Азраила, Война отправляется в сердце Чёрной башни, где убивает Страгу, таким образом отомстив за своё предыдущее поражение. Азраил спасает Войну, так как башня рушится из-за смерти связанного с ней Страги, и приводит его на руины некогда уничтоженного Эдема. По словам ангела, только Древо Познания может показать Войне, как победить Разрушителя.
В Эдеме Древо Познания даёт Всаднику видение: после того как Абаддон был убит, он был доставлен в Ад, где неизвестная женщина (предположительно Королева демонов Лилит) предложила ему либо служить в Раю, либо править Адом. Опасаясь позорной гибели, падший генерал принял предложение и стал Разрушителем, после чего захватил Седьмую печать и пленил Азраила, установив контроль над Источником Душ. В видении также сказано, что Разрушитель планирует атаку на Небеса, Уриил поведет Ангельский легион против него и потерпит поражение. Обугленный совет предвидел эти события и пришёл к выводу, что только Всадники могли остановить заговорщиков, но понимают, что в случае расследования нефилимами будут убиты все виновные. Поэтому Совет допустил начало ложного Апокалипсиса и вызвал Войну, чтобы потом обвинить его в катастрофе, с расчетом, что доблестный Всадник ради искупления уничтожит всех заговорщиков. Война также видит, как его дразнит Наблюдатель, а затем героя протыкают магическим мечом. Азраил делает вывод, что меч в видении Войны — Клинок Армагеддона, которым некогда были разрушены печати и который Абаддон распорядился уничтожить. Теперь Война должен найти осколки лезвия и отнести их Ультейну для перековки.
В поисках осколков Клинка Война вновь сталкивается с Уриил, которая вызывает его на Nex Sacramentum (священный поединок на смерть). Война выходит победителем и решает не убивать ангела, несмотря на настояния Наблюдателя. Более того, Всадник раскрывает Уриил правду об Абаддоне. После этого герой уходит, а Уриил, горя яростью от этого знания, готовит Ангельский Легион к бою.
Война собирает все фрагменты Клинка Армагеддона и возвращает их Ультейну, который когда-то выковал меч. Между тем Уриил и Ангельский Легион нападают на Разрушителя. В разгар битвы Война противостоит архидемону, который предлагает Всаднику, преследуемому обеими сторонами, заключить равноправный союз, рассчитывая на презрение Войны к своим вероломным хозяевам, но получает язвительный отказ. С помощью Клинка Армагеддона нефилим разрушает демоническую оболочку Разрушителя, вернув ему облик Абаддона, и в поединке убивает падшего архангела.
Война получает Седьмую печать, но Наблюдатель пытает его и крадёт её, зная, что Война выступит против Совета. Перед последним ударом Уриил пронзает тело Войны Клинком Армагеддона со спины, как предсказало Древо Познания, тем самым сняв присягу верности Совету. Затем Уриил уничтожает печать, которую забирает возродившийся  Война и убивает Наблюдателя, потерявшего власть над Всадником.
Развеяв подозрения Уриил о том, что всё происходящее Всадник предвидел и поэтому пощадил ангела ранее, Война твердо заявляет, что в грядущей битве, в которой его врагами могут стать не только Небеса и Ад, но и Обугленный совет, Всадник будет сражаться не один. На Землю тем временем прибывают другие Всадники Апокалипсиса, которых всегда будет четверо.
Существует секретная сцена, в которой Война после вышеописанных событий приходит к Ультейну и раскрывает, к чему привел заговор, в котором Творец принял участие из лучших побуждений. После Всадник покидает шокированного кузнеца, предрекая страшные последствия.

## Отзывы
| Сводный рейтинг       | Сводный рейтинг                                                            |
| Агрегатор             | Оценка                                                                     |
| --------------------- | -------------------------------------------------------------------------- |
| GameRankings          | - PS3: 83,13 % - X360: 83,98 % - PC: 82,57 % - XONE: 79,79 % - NS: 78,00 % |
| Metacritic            | 83 (PS3) 83 (360)                                                          |
| Иноязычные издания    |                                                                            |
| Издание               | Оценка                                                                     |
| 1UP.com               | B                                                                          |
| Eurogamer             | 8/10                                                                       |
| Game Informer         | 8,5/10                                                                     |
| GamePro               | [ 14 ]                                                                     |
| GamesRadar+           | 8/10                                                                       |
| GameZone              | 8/10                                                                       |
| IGN                   | 8,9/10                                                                     |
| Play (UK)             | 10/10                                                                      |
| Русскоязычные издания |                                                                            |
| Издание               | Оценка                                                                     |
| «Домашний ПК»         | [ 20 ]                                                                     |

Игру в основном ожидал тёплый приём у критиков.
Крупнейший российский портал игр Absolute Games поставил игре 56 %. Обозреватели отметили превосходную работу актёров озвучивания, и оригинальную задумку. К недостаткам были отнесены слабый сюжет и графика. Вердикт: «На большее, увы, Vigil Games пока не способна. Из обрывков дюжины удачных идей последнего десятилетия она создала Франкенштейна, громоздкого и неприветливого, а вдохнуть в него жизнь не хватило таланта».
Журнал «Игромания» поставил игре 8 баллов из 10 (7 баллов в версии для PC), сделав следующее заключение: «В создании игр, как и в любом виде искусства, в принципе можно обойтись без оригинальных задумок, если ловко и умело скомбинировать элементы из множества чужих проектов, — но все эти проекты надо действительно знать и любить, понимать, как и почему они работают, имитировать не только внешний вид, но и внутреннюю сущность каждой сцены. Так вот, Vigil Games — знают и понимают».
«Страна игр» поставила игре 7.5 из 10 баллов. К достоинствам были причислены игровой процесс и проработанный игровой мир. К недостаткам отнесли слабое разнообразие противников, малое количество комбо-приёмов. Вердикт: «Darksiders не совсем пропащая игра, но она могла бы получиться гораздо лучше. У разработчиков были все карты, и кое-где они действительно выложились, показали, на что способны. Однако возникает ощущение, что сотрудники Vigil Games так до конца и не сумели определиться, какую игру они все-таки делают. Для полноценного грубого и кровавого слэшера тут не хватает ударов, добиваний, оружия и по-настоящему ярких сцен, для приключенческой игры недостает умных головоломок, толкового сценария и красивых пейзажей. Да и с моментом появления на свет Darksiders не повезло. Выдержать соперничество со свежей Bayonetta и уже данными в ощущениях God of War 3 и Dante’s Inferno — задачка не из простых. И можно с уверенностью сказать, что Vigil Games с ней не справилась: их игра „хороша“, „неплоха“, „занятна“, но осознанно продуктам конкурентов её едва ли кто-то предпочтет».
Летом 2018 года, благодаря уязвимости в защите Steam Web API, стало известно, что точное количество пользователей сервиса Steam, которые играли в игру хотя бы один раз, составляет 1 683 431 человек, а в переиздание Darksiders Warmastered Edition 596 551 человек.

## Продолжение
Творческий директор THQ Луис Хиглиотти отметил в интервью GameAxis, что Darksiders будет франшизой, и что THQ рассматривает сиквел игры. Продолжение может включить режим многопользовательской игры, поскольку другие три всадника присоединятся к Войне.
Сайт Joystiq предположил, что сиквел игры Darksiders появится в июне 2012.
Исходя из пророчеств, именно в этом году должен произойти конец света, так что выпуск игры в этот год будет очень даже символичен.
В итоге слухи о возможном сиквеле экшена DarkSiders: Wrath of War получили подтверждение — THQ действительно ничего не имеет против продолжения этой франшизы. Героем второй части станет один из всадников Апокалипсиса, а именно Смерть — брат Войны из первой части.
Во время своего выступления на мероприятии IGDA Leadership Forum, вице-президент THQ, Дэнни Билсон (Danny Bilson) сказал, что события сиквела будут разворачиваться в то же время, что и оригинал.
На конференции E3 в 2011 году было анонсировано, что грядущий сиквел — Darksiders II будет также запущен и на выходящей в скором времени Wii U с необходимыми модификациями под контроллеры Nintendo.

## Фильм
Джо Мадурейра планировал создать серию комиксов и экранизацию игры. Сообщалось, что Джо Мадурейра работал над сценарием и мог продать права кинокомпании Hollywood Studio. Однако права на игру принадлежат THQ Nordic, в связи с чем статус проекта неизвестен.